# Halowe Mistrzostwa Europy w Lekkoatletyce 2017 – bieg na 800 m kobiet
Bieg na 800 metrów kobiet – jedna z konkurencji biegowych rozegranych podczas halowych lekkoatletycznych mistrzostw Europy w hali Kombank Arena w Belgradzie. Tytułu mistrza sprzed dwóch lat obroniła Szwajcarka Selina Büchel.

## Terminarz
| Data    | Godzina |            |
| ------- | ------- | ---------- |
| 3 marca | 10:58   | Eliminacje |
| 4 marca | 19:03   | Półfinały  |
| 5 marca | 17:25   | Finał      |

## Rekordy
Tabela prezentuje halowy rekord świata, rekord Europy w hali, rekord halowych mistrzostw Europy, a także najlepsze osiągnięcia w hali w Europie i na świecie w sezonie 2017 przed rozpoczęciem mistrzostw.
|                                               | Zawodniczka     | Wynik   | Miejsce   | Data                |
| --------------------------------------------- | --------------- | ------- | --------- | ------------------- |
| Rekord świata                                 | Jolanda Čeplak  | 1:55,82 | Wiedeń    | 3 marca 2002(dts)   |
| Rekord Europy                                 | Jolanda Čeplak  | 1:55,82 | Wiedeń    | 3 marca 2002(dts)   |
| Rekord mistrzostw Europy                      | Jolanda Čeplak  | 1:55,82 | Wiedeń    | 3 marca 2002(dts)   |
| Najlepszy wynik na świecie w 2017 roku (hala) | Charlene Lipsey | 1:58,64 | Nowy Jork | 11 lutego 2017(dts) |
| Najlepszy wynik w Europie w 2017 roku (hala)  | Joanna Jóźwik   | 1:59,29 | Toruń     | 10 lutego 2017(dts) |

## Rezultaty

### Eliminacje
Rozegrano 4 biegi eliminacyjne, do których przystąpiło 19 biegaczek. Awans do półfinału dawało zajęcie jednego z pierwszych dwóch miejsc w swoim biegu (Q). Skład półfinałów uzupełniły cztery zawodniczki z najlepszymi czasami wśród przegranych (q).
| Poz. | Bieg | Zawodniczka           | Reprezentacja   | Czas    | Uwagi |
| ---- | ---- | --------------------- | --------------- | ------- | ----- |
| 1.   | 2    | Aníta Hinriksdóttir   | Islandia        | 2:02,82 | Q     |
| 2.   | 4    | Selina Büchel         | Szwajcaria      | 2:03,11 | Q     |
| 3.   | 4    | Esther Guerrero       | Hiszpania       | 2:03,38 | Q     |
| 4.   | 2    | Lovisa Lindh          | Szwecja         | 2:03,47 | Q     |
| 5.   | 4    | Sanne Verstegen       | Holandia        | 2:03,55 | q     |
| 6.   | 2    | Alexandra Štuková     | Słowacja        | 2:04,46 | q,    |
| 7.   | 2    | Anastasija Tkaczuk    | Ukraina         | 2:04,62 | Q     |
| 8.   | 3    | Clarisse Moh          | Francja         | 2:04,74 | Q     |
| 9.   | 3    | Stina Troest          | Dania           | 2:04,78 | Q     |
| 10.  | 4    | Charline Mathias      | Luksemburg      | 2:04,82 | q     |
| 11.  | 3    | Hedda Hynne           | Norwegia        | 2:04,88 |       |
| 12.  | 3    | Anna Silvander        | Szwecja         | 2:05,63 |       |
| 13.  | 2    | Lenka Masná           | Czechy          | 2:05,64 |       |
| 14.  | 4    | Yngvild Elvemo        | Norwegia        | 2:05,79 |       |
| 15.  | 1    | Shelayna Oskan-Clarke | Wielka Brytania | 2:06,02 | Q     |
| 16.  | 1    | Līga Velvere          | Łotwa           | 2:06,03 | Q     |
| 17.  | 1    | Olha Lachowa          | Ukraina         | 2:06,33 |       |
| 18.  | 1    | Kateřina Hálová       | Czechy          | 2:06,85 |       |
| 19.  | 1    | Bianka Kéri           | Węgry           | 2:07,71 |       |

### Półfinały
Rozegrano 2 biegi półfinałowe, w których wystartowało 12 biegaczek. Awans do finału dawało zajęcie jednego z trzech pierwszych miejsc w swoim biegu (Q).
| Poz. | Bieg | Zawodniczka           | Reprezentacja   | Czas    | Uwagi |
| ---- | ---- | --------------------- | --------------- | ------- | ----- |
| 1.   | 1    | Esther Guerrero       | Hiszpania       | 2:02,91 | Q     |
| 2.   | 1    | Aníta Hinriksdóttir   | Islandia        | 2:02,97 | Q     |
| 3.   | 1    | Stina Troest          | Dania           | 2:02,98 | Q     |
| 4.   | 1    | Sanne Verstegen       | Holandia        | 2:03,06 |       |
| 5.   | 2    | Shelayna Oskan-Clarke | Wielka Brytania | 2:03,09 | Q     |
| 6.   | 2    | Selina Büchel         | Szwajcaria      | 2:03,23 | Q     |
| 7.   | 2    | Lovisa Lindh          | Szwecja         | 2:03,26 | Q     |
| 8.   | 2    | Clarisse Moh          | Francja         | 2:04,85 |       |
| 9.   | 1    | Anastasija Tkaczuk    | Ukraina         | 2:05,78 |       |
| 10.  | 1    | Charline Mathias      | Luksemburg      | 2:05,93 |       |
| 11.  | 2    | Alexandra Štuková     | Słowacja        | 2:07,47 |       |
| –    | 2    | Līga Velvere          | Łotwa           | DQ      |       |

### Finał
| Pozycja | Zawodniczka           | Reprezentacja   | Czas    | Uwagi |
| ------- | --------------------- | --------------- | ------- | ----- |
| 01 !    | Selina Büchel         | Szwajcaria      | 2:00,38 | NR    |
| 02 !    | Shelayna Oskan-Clarke | Wielka Brytania | 2:00,39 | PB    |
| 03 !    | Aníta Hinriksdóttir   | Islandia        | 2:01,25 |       |
| 4.      | Lovisa Lindh          | Szwecja         | 2:01,37 | PB    |
| 5.      | Stina Troest          | Dania           | 2:02,93 |       |
| 6.      | Esther Guerrero       | Hiszpania       | 2:03,09 |       |